# 378721 Thizy
378721 Thizy è un asteroide della fascia principale. Scoperto nel 2008, presenta un'orbita caratterizzata da un semiasse maggiore pari a 2,7803254 UA e da un'eccentricità di 0,0620144, inclinata di 4,31458° rispetto all'eclittica.
Fa parte della famiglia di asteroidi Hoffmeister.